# Nitroprussiate de sodium
Le nitroprussiate de sodium est un composé chimique de formule Na2[Fe(CN)5NO] rencontré le plus souvent sous forme de dihydrate Na2[Fe(CN)5NO]·2H2O. Il se présente sous la forme d'un solide rouge cristallisé très soluble dans l'eau et l'éthanol pour donner des solutions contenant le dianion [Fe(CN)5NO]2− libre. Abrégé SNP (pour l'anglais sodium nitroprusside), il est utilisé comme vasodilatateur de la famille des dérivés nitrés, qui agissent comme antihypertenseurs par libération de monoxyde d'azote NO.

## Préparation et propriétés
Il peut être préparé en traitant une solution aqueuse de ferrocyanure de potassium K4[Fe(CN)6] avec de l'acide nitrique HNO3 puis neutralisation au carbonate de sodium Na2CO3 :
K4[Fe(CN)6] + 6HNO3 → H2[Fe(CN)5(NO)] + CO2 + NH4NO3 + 4KNO3 ;
H2[Fe(CN)5NO] + Na2CO3 → Na2[Fe(CN)5(NO)] + CO2 + H2O.
Le ferrocyanure peut également être oxydé par des ions nitrite :
[Fe(CN)6]4− + H2O + NO2− → [Fe(CN)5(NO)]2− + CN− + 2OH−.
L'anion nitroprussiate [Fe(CN)5(NO)]2− est un complexe présentant un centre ferreux Fe2+ coordonné avec cinq ligands cyanure CN− et un ligand de monoxyde d'azote NO+ formant un angle Fe-N-O de 176,2°. Il possède une symétrie C4v.
Les réactions du nitroprussiate de sodium sont essentiellement dues au ligand NO. Ainsi, l'addition d'ions sulfure S2− conduit à l'ion rouge [Fe(CN)5(NOS)]4−, qui est à la base de la détection des ions sulfure par le nitroprussiate. Il existe une réaction analogue avec les ions hydroxyde OH−, qui donnent l'ion [Fe(CN)5(NO2)]4−.
Le sel rouge de Roussin (en) K2[Fe2S2(NO)4] et le sel noir de Roussin (en) NaFe4S3(NO)7 sont des complexes nitroso apparentés. Le premier a été obtenu à l'origine en traitant du nitroprussiate avec du soufre.

## Application en pharmacie
Le nitroprussiate se lie rapidement à l'oxyhémoglobine dans le sang pour former de la méthémoglobine avec libération concomitante de cyanure CN− et de monoxyde d'azote NO. Le nitroprussiate est donc un promédicament. Pour ne pas compromettre le bénéfice thérapeutique du monoxyde d'azote, la toxicité du cyanure libéré par cette réaction doit être compensée par une détoxication au thiosulfate de sodium Na2S2O3, converti par la rhodanèse en thiocyanate SCN− excrété par voie rénale.
Le monoxyde d'azote active la guanylate cyclase du muscle lisse vasculaire, ce qui a pour effet d'accroître le taux intracellulaire de GMP cyclique. Ce dernier active une protéine kinase G, d'où l'activation de phosphatases qui inactivent les chaînes légères de myosine. Ces dernières sont essentielles à la contraction musculaire, leur inactivation ayant un effet myorelaxant qui conduit à la dilatation du système vasculaire.
Le nitroprussiate de sodium présente un puissant effet vasodilatateur dans les artérioles et les veinules, surtout dans les premières, bien que cette sélectivité soit moins marquée que pour la nitroglycérine. Il est administré par injection intraveineuse dans le cas d'hypertension artérielle sévère. Son effet est visible en quelques minutes mais sa demi-vie d'à peine une dizaine de minutes implique une injection prolongée sous surveillance médicale étroite.
Il fait partie de la liste des médicaments essentiels de l'Organisation mondiale de la santé (liste mise à jour en avril 2013).